# Nati nel 912
| Questa pagina contiene informazioni ricavate automaticamente dalle voci biografiche con l'ausilio del template Bio e di un bot. L'aggiornamento è periodico e automatico e ricostruisce completamente la pagina. Se manca una persona in questa lista, sei pregato di non aggiungerla, ma accertati piuttosto che la sua voce biografica contenga il template Bio e che i dati anagrafici siano correttamente compilati. Se il template Bio manca, inseriscilo tu stesso o, in alternativa, metti l'avviso {{tmp\|Bio}} che ne segnala la mancanza. Se i dati riportati sono sbagliati, correggi direttamente la voce biografica; le modifiche saranno visibili in questa lista entro pochi giorni. Per chiarimenti vedi il progetto biografie. La lista contiene solo le 6 persone che sono citate nell'enciclopedia e per le quali è stato implementato correttamente il template Bio. Pagina aggiornata al 10 mag 2025. |

- 29 aprile - Minamoto no Mitsunaka, militare giapponese († 997)
- 23 novembre - Ottone I di Sassonia, sovrano tedesco († 973)
- Ibrahim ibn Ya'qub, diplomatico arabo († 966)
- Nakatsukasa, poeta giapponese († 991)
- Pelagio di Cordova, spagnolo († 925)
- Willa III d'Arles, nobile francese